# 大理垂头菊
大理垂头菊（学名：Cremanthodium delavayi）是菊科垂头菊属的植物。分布于缅甸东北部以及中国大陆的云南等地，生长于海拔3,600米至4,200米的地区，多生长在山坡草地以及山顶荒地，目前尚未由人工引种栽培。